# Polydesmus dorsalis
Polydesmus dorsalis är en mångfotingart som beskrevs av Peters 1864. Polydesmus dorsalis ingår i släktet Polydesmus och familjen plattdubbelfotingar. Inga underarter finns listade i Catalogue of Life.